# 알마르훔 술탄 마흐무드
알마르훔 술탄 마흐무드(말레이어: Almarhum Sultan Mahmud)는 트렝가누 주의 제16대 술탄이었다. 1979년부터 1998년까지 재직했다.

## 어린 시절
1930년 쿠알라트렝가누에서 태어났다. 1951년 알마르훔 술탄 살라후딘 압둘 아지즈 샤흐 알하지(이하 살라후딘 압둘 아지즈)의 여동생인 텡쿠 암푸안 바리야흐 빈테 알마르훔 술탄 시르 히사무딘 알람 샤흐와 결혼했다. 추가로 샤리파 농 파티마 빈티 사이드 압둘라와 결혼했다. 탄 마흐무드는 슬랑오르 주 술탄이자 훗날 국왕이 되는 살라후딘 압둘 아지즈의 사촌동생이었다.